# Let's Groove
"Let's Groove" é uma canção da banda norte-americana Earth, Wind & Fire, lançada em 1981 como o primeiro single de seu décimo primeiro álbum de estúdio, Raise! (1981). A canção alcançou o terceiro lugar nos Estados Unidos e no Reino Unido, e também passou oito semanas no número um na parada de singles Hot Soul no final de 1981 e no início de 1982 e foi a segunda música R&B de 1982 nas paradas de fim de ano. O single vendeu mais de um milhão de cópias nos Estados Unidos e foi certificado como ouro pela RIAA, além de também receber o certificado de prata no Reino Unido pela British Phonographic Industry.
No início dos anos 80, a música disco estava sofrendo uma forte reação adversa nos Estados Unidos. Apesar disso, a banda decidiu reviver o som disco que mais tarde foi incluído em seus trabalhos e discos anteriores. Musicalmente, "Let's Groove" é uma música pós-disco e funk que inclui instrumentação de sintetizadores e teclados junto com guitarras elétricas ao vivo. A música foi um sucesso comercial e foi o single de maior sucesso da banda em vários territórios. A canção alcançou o pico dentro do top 10 em países como Nova Zelândia, França, Irlanda, Espanha, Canadá e outras paradas componentes na América.
"Let's Groove" também foi indicado ao Grammy na categoria de Melhor Performance Vocal de R&B por um Duo ou Grupo.

## Videoclipe
O videoclipe de "Let's Groove" foi o primeiro videoclipe a ser reproduzido no Video Soul  no BET. O vídeo, repleto de efeitos eletrônicos antigos, foi criado por Ron Hays usando o sistema de computador analógico Scanimate da Image West, Ltd.
Todo o estilo do videoclipe mais tarde passou a influenciar "Treasure" de Bruno Mars.

## Recepção de críticas
Ken Tucker, da Rolling Stone, descreveu Let's Groove como "música da cidade", onde "a seção da buzina grita como um carro em um sinal vermelho". Ed Hogan do Allmusic observou que White "trouxe o guitarrista Roland Bautista e começou a co-escrever, com o membro do Emotions Wanda Vaughn e seu marido Wayne Vaughn, uma música que refletia o então emergente som eletrônico dos anos 80. Ser confundido com o hit de mesmo nome de Archie Bell & the Drells, "Let's Groove" certamente foi uma mudança. Começando com um riff vocoder-som robótico, serviu-se um EWF-som gritty mais para os anos 1980, atado com buzinas Brecker Brothers fornecidos que rivalizam com os de 1976 de ouro do EWF single 'Getaway'." As pessoas que disse que a "maior decepção do álbum é Let's Groove, mais uma música para dançar". Jordan Bartel, do The Baltimore Sun, observou que a música era "possivelmente a coisa mais funky que surgiu no início dos anos 1980". Richard Williams do The Times escreveu "Let's Groove, o novo single de baixo pesado, é um indicador confiável". Declarou que "Eu realmente amo essa música, especialmente a vozinha do computador ao fundo, como se Pac-Man tivesse ganhado vida para dançar só para mim!".

## Versão deCDB
A canção foi gravada em 1995 pela boy band australiana de R&B/pop CDB. Na Austrália, a música alcançou a segunda posição e foi certificada como platina por cópias de mais de 70.000 unidades. Na Nova Zelândia, alcançou a posição de número um por três semanas e também recebeu uma certificação de platina, indicando vendas superiores a 10.000 cópias. No ARIA Music Awards de 1996, "Let's Groove" ganhou a categoria de single mais vendido.

### Lista de faixas
CD single (662147 2)
1. "Let's Groove" – 4:17
2. "You Will Be Mine" – 4:07
3. "Let's Groove" (Summer Groove)  – 5:05
4. "Let's Groove" (Instrumental)  – 4:19